# Portugol
Portugol, também conhecido como Português estruturado, é uma família de linguagens de programação que possui como base a língua portuguesa. Algumas de suas variações podem ser consideradas pseudocódigo, e outras são linguagens completas, livres de contexto, com gramáticas definidas e implementações em editores ou compiladores. São usadas tanto para o estudo de algoritmos e estruturas de dados quanto para a criação de compiladores, interpretadores e ferramentas de diagramação, como geradores de fluxogramas.

## História
Há divergências de informação sobre os criadores oficiais de Portugol, tanto como método como quanto implementação. Segundo arquivo do blog do site do dialeto Portugol VisuAlg, o esforço foi iniciado como uma tradução da linguagem de programação Pascal para a língua portuguesa, entre 1980 e 1983, pelo professor Antonio Carlos Nicolodi, sendo Pascal a descendente direta da linguagem de programação chamada ALGOL, que era usada apenas em mainframes. Na época, o dialeto era apenas chamado de "Portugol" e não tinha uma implementação. 
Portugol teve sua primeira implementação criada em 1996, por Cláudio Morgado de Souza. Esta variação de Portugol baseada em Pascal é conhecida como Portugol VisuAlg, implementada em seu próprio editor. Atualmente, é mantida por Nicolodi.
Uma segunda variação de Portugol foi criada por António Manso em 2004 e mantida até 2006, e é bastante diferente da variação do VisuAlg, tanto na sintaxe quanto nos comandos básicos. Por exemplo, para um algoritmo que escreve na tela "Olá mundo", devemos escrever:
```
algoritmo "ola-mundo"
inicio
  escreva ("Olá mundo")
fimalgoritmo
```

Já para a variação do Instituto Politécnico de Tomar (IPT), escrevemos da seguinte forma:
```
inicio
  escrever "Olá mundo"
fim
```

O nome Portugol é uma mistura das três palavras: Português, Algol e Pascal, (PORTUguês, ALGOL e PascaL). 

### Variações
Portugol tem variações inspiradas em outras linguagens de programação além de Pascal, como a linguagem C, C++ e Java. O Portugol Studio, implementada pelo núcleo de tecnologia da Universidade Federal do Vale do Itajaí (UNIVALI) e a Mapler, desenvolvida por alunos do Instituto Federal do Maranhão, são implementações baseada em Java, e também escritas inteiramente em Java. Outras variações conhecidas são: 
- G-Portugol
- Portugol Viana
- P&G editor

Variações como a IPT e Mapler possuem funcionalidades em que o usuário pode desenhar fluxogramas e traduzir esses diagramas para código em Portugol. Mapler também possui a capacidade de traduzir algoritmos Portugol para linguagens de alto nível como Java, Python e C++. 
Portugol Viana é uma variação de Portugol que continua a implementação de Portugol IPT, com comandos, operadores, funções, funções recursivas, estruturas e construtores de estruturas complexas tais como stacks, queues, listas ligadas e listas duplamente ligadas.. A autoria é da Escola Superior de Tecnologia e Gestão de Viana do Castelo.
G-Portugol é um compilador de Portugol para executáveis. Possui um compilador para Windows e um para Linux.

## O Método Portugol
Portugol como método ou pseudolinguagem permite a qualquer pessoa falante de português desenvolver algoritmos estruturados de forma mais simples e intuitiva, independentemente da sintaxe de linguagens de programação verdadeiras. O método pode ser descrito da seguinte forma:
- Um algoritmo é descrito como uma série de passos, como, por exemplo, uma receita de bolo;
- Emprega-se a técnica de refinamentos sucessivos, ou seja, cada passo é refinado para se parecer com uma instrução que uma máquina pode executar;
- Após o refinamento final, o algoritmo é codificado em alguma linguagem livre de contexto.

Por exemplo: um algoritmo para imprimir uma série de números de 1 a 15 pode ser descrita abaixo por linguagem natural:
- Defina uma variável com o valor 1;
- Escreva a variável;
- Adicione 1 à variável;
- Repita os dois últimos passos até que a variável tenha o valor 15.

Fazendo uma transcrição para Portugol, teríamos:
```
inteiro variavel;
variavel <- 1;
enquanto variável <= 15
  escreva(variavel);
  variavel <- variavel + 1;
fim enquanto;

```

A implementação de algoritmos desenvolvidos em Portugol é feita com facilidade a partir de um mapeamento para a linguagem de programação desejada. O método existe desde a década de 1970, sendo utilizado para o aprendizado de algoritmos e estruturas de dados. Está presente em muitos materiais didáticos de programação.
É também usado em conjunto com os diagramas em blocos (como o Fluxograma ou Diagrama de Chapin). Algumas variações de Portugol podem gerar código a partir de fluxogramas e vice-versa.

## Exemplos de código

### Portugol VisuAlg
```
algoritmo "ola-mundo"
inicio
  escreva ("Olá mundo")
fimalgoritmo
```

### Portugol IPT e Portugol Viana
```
inicio
  escrever "Olá mundo"
fim
```